# Leptinopterus nigrotibialis
Leptinopterus nigrotibialis es una especie de coleóptero de la familia Lucanidae.

## Distribución geográfica
Habita en Brasil.